# Феблаше
Феблаше (перс. فبلشه) — село в Ірані, у дегестані Лат-Лайл, у бахші Отаквар, шагрестані Лянґаруд остану Ґілян. За даними перепису 2006 року, його населення становило 25 осіб, що проживали у складі 7 сімей.